# Tarusskij rajon
Il Tarusskij rajon (in russo Тарусский район?) è un rajon dell'Oblast' di Kaluga, nella Russia europea; il capoluogo è Tarusa. Istituito nel 1929, ricopre una superficie di 714,6 chilometri quadrati.